# エルマンタリア (小惑星)
エルマンタリア (346 Hermentaria) は、小惑星帯にあるとても大きな小惑星であり、S型小惑星に分類される。
1892年11月23日にオーギュスト・シャルロワがニースで発見し、ピュイ＝ド＝ドーム県のHerment村にちなんで命名された。